# 学術用語
学術用語（がくじゅつようご、英: terminology）は、学問に関する事柄を記述するための用語のこと。専門用語の一種。しばしば術語（じゅつご）と略される。
一般の言葉と比較して、定義のはっきりしていることが求められる。議論を進めるにあたって、事柄の意味自体にずれがあっては結論が導けないからである。結果として学術用語は、一般で使われる場合よりも意味の範囲が狭いことが多く、何らかの定義がなされている。用語によっては、一般で使われる場合と意味が違っているものもある。
経時的な意味の変化を防ぐため、ラテン語やギリシア語など変化の少ない言語を利用することも多い。

## 一般と意味にずれがある学術用語

### 法律用語
- 権利 - 一般に、法的な根拠と関係なく他人になんらかの要求ができるという意味で使われることがあるが、法律用語としては正確ではない。
- 公共の福祉 - 社会全体の利益を指す訳ではない。
- 検閲 - 定義につき争いがあるが、判例によれば検閲の主体は行政権に限られ、また事後審査は含まれない。
- 死刑囚 - 死刑が執行された人物を指す。
- 善意・悪意- 事実やその事情を、知らないか・知っているかを指す。
- 果実 - 植物の「実」に限らない。
- 条件・期限 - 少なくとも法律行為の効力が関係していなければいけない。
- 時効 - 一般的に、ある程度時間が経過して過去の行為の意味がなくなることをさすが、法律用語としては正確ではない。民事上の時効と刑事上の時効とがある。
- 代理 - 本人に代わって他人が法律行為をすることをさす。事実行為をすることは代理ではない（準委任）。
- 取消 - 解除とは区別される。
- 相殺
- 混同 - ものを勘違いすることではない。
- 事務管理 - デスクワークではない。
- 認知 - 何かを覚知し理解することではない。
- 罰金 - 刑罰の一種であり、反則金や違約金とは区別される。
- 故意・過失 - 両者の具体的な内容・区別、および体系的地位については争いがある。
- 緊急避難- 安全な場所への移動を意味するわけではない。
- 確信犯 - 悪いことだと知りつつ実際に悪行をした者をさすわけではない。
- わいせつ（猥褻）
- 強姦 - 男性器の女性器に対する挿入が無い限り、いかに暴力的な姦淫も強姦ではない。
- 賄賂（賄賂罪） - たんなるリベート（金銭）をさすわけではない。少なくとも公務員という地位が関係している必要がある。
  - 法改正により、私企業の取締役等についても贈収賄が成立するようになった（会社法第967条）。
- 殺人 - 故意がなければ殺人ではない。
- 暴行 - 強姦は含まれない。
- 誘拐 - 欺罔や誘惑を手段として、他人の身体を自己の実力支配内に移すことをさす。暴行や脅迫を手段とした場合は含まれない（略取罪）
- 業務 - 職務のことではない。刑事法では、娯楽も業務に含まれる。業務上過失致死罪を参照。
- 詐欺 - 一般的には、単に他人を欺くことを詐欺と呼ぶことがあるが、それだけでは民事上も刑事上も詐欺は成立しない。
- 社員 - 社団法人の構成員のことであり、従業員やサラリーマンをさすわけではない。
- 資本金
- 著作者・著作権者 - 両者は基本的には同一だが、著作権の譲渡や相続などにより分離することがある。
- 裁判 - 裁判所が下す判断のことであって、訴訟手続の全体を指すのではない。
- 事件 - 裁判所に訴訟手続が係属している場合など、具体的に問題となっている事柄のみをいう。
- 被告・被告人 - 被告という呼称は民事訴訟や行政事件訴訟においてのみ使用され、被告人という呼称は刑事訴訟においてのみ使用される。
- 当事者 - 民事訴訟では原告と被告のみを指す。それ以外の当事者は訴外と呼ばれる。原告・被告・訴外の総称は関係者である。
- 緊急逮捕 -  捜査機関は、緊急性のみを要件として被疑者を逮捕することはできない。
- 未必の故意

### 哲学用語
- 要請 - 要求ではない。
- 疎外 - ヘーゲル哲学およびマルクス経済学では、単に除外されているだけでは疎外とは呼ばない。
- 理性 - ヘーゲル哲学では、真理を洞察できる優れた知性という意味。一般的な意味での理性は悟性と呼ぶ。
- 契機 - きっかけではない。ヘーゲル哲学では、全体を構成する有機的な諸部分のこと。
- 搾取 - マルクス哲学では、生産手段の所有者が生産階級から生産物の利潤を無償で取得すること。

### その他
- 記号
- 速度
- 仕事
- 地震
- 電磁波
- 麻痺
- 栄養

## 意味は同じだが表記が異なる学術用語
- 「境目となる値」を指す用語として生理学や心理学では「閾値（いきち）」、物理学や工学では慣用読みである「しきい値」が定着している。

## ターミノロジー
以上に挙げた「ずれ」や表記揺れなどの問題は、その用語をもちいる業界全体、分野全体、あるいは社会全体に混乱をもたらす。したがって、そのような混乱を取り除く作業が必要になる。つまり例えば、問題のある用語を改定したり、表記や定義や命名方法を規格化（標準化・正規化）したり、共起語や連想語による誤解の恐れを予測したり、問題が生じた原因（用語の成立過程や翻訳の歴史）を調査したりする作業、いわば「学術用語学」（術語学・用語学・専門用語学）が必要になる。英語の「terminology」という単語には、そのような「学術用語学」という意味もある。「学術用語学」は、日本語では「ターミノロジー」または「ターミノロジー学」というカタカナ表記で言及される。
ターミノロジーは、辞書学の隣接分野にあたり、言語学・情報学・翻訳学などの諸分野によって学際的に研究される。関連する概念にサイエンスコミュニケーションがある。ターミノロジーの創始者・先駆者として、「ウィーン学派」のオイゲン・ヴュスターがいる。具体的な改善作業は、各分野の専門家によって実行される。（例えば、日本遺伝学会による「優性」→「顕性」など）

なお、「ターミノロジー」という言葉には、以上の内容と関連して「用語集」「用語体系」「用語規格」という意味もある。例えば、サッカー用語の「ターミノロジー」はそのような意味をさす。